# Roi hoa đỏ
Roi hoa đỏ hay còn được gọi là mận đỏ, mận điều đỏ, mận Ấn Độ (danh pháp hai phần: Syzygium malaccense), thuộc chi Trâm của họ họ Đào kim nương, là một loài thực vật có hoa có nguồn gốc từ vùng nhiệt đới châu Á và Úc. Đây là một trong những loài được người Nam Đảo trồng từ thời tiền sử. Chúng được mang đến và du nhập một cách có chủ ý đến Châu Đại Dương xa xôi dưới dạng cây ca nô. Trong thời hiện đại, cây đã được du nhập khắp vùng nhiệt đới, bao gồm nhiều quốc gia và vùng lãnh thổ Caribe.

## Tên
Roi hoa đỏ có nhiều tên thông dụng trong tiếng Anh. Gồm có táo hoa hồng Mã Lai, hoặc đơn giản là táo Mã Lai, táo núi, táo hoa hồng, táo Otaheite, tần bì satin hồng, hồng mận và pommerac (có nguồn gốc từ pomme Malac, có nghĩa là "táo Mã Lai" trong tiếng Pháp). Mặc dù đôi khi còn được gọi là điều Otaheite nhưng cây không liên quan đến cây điều. Trong khi hạt điều (không phải quả điều) có thể gây ra triệu chứng dị ứng, quả táo hồng chưa được quan sát hiện tượng như vậy. Ở Costa Rica nó được gọi là manzana de agua. Cây được trồng chủ yếu ở các vùng mưa trên bờ biển Đại Tây Dương của đất nước. Ở Colombia, Puerto Rico và các nước Mỹ Latinh khác, cây được trồng và gọi là poma rosa. Ở Venezuela, cây được gọi là pomagás.

## Mô tả
Roi hoa đỏ phát triển khá nhanh, đạt chiều cao từ 12–18 m, thân thẳng có chu vi khoảng 4,5 m và ngọn cây có hình chóp hoặc hình trụ. Lá thường xanh mọc đối xứng, cuống ngắn, hình elip, mũi mác hoặc hình thuôn; bề mặt mềm, xanh đậm, mặt trên khá bóng, mặt dưới nhạt hơn; dài 15-45 cm, rộng 9-20 cm. Đường gân phía trên không rõ ràng, nhưng chúng và gân giữa nhạt nổi rõ ở mặt dưới.
Nụ hoa lúc đầu có màu đỏ rượu vang, chuyển sang màu hồng nhạt. Hoa dày đặc, có mùi thơm nhẹ, mọc ở thân trên và dọc theo những phần không có lá của cành trưởng thành, tạo thành cụm có cuống ngắn từ 2 đến 8, rộng từ 5-7,5 cm. Hoa gồm một đế giống cái phễu gắn 5 đài hoa dày, xanh lá, 4 cánh hoa thường có màu hồng tím đến đỏ sẫm (đôi khi trắng, vàng hoặc cam) và nhiều nhị hoa cùng màu dài 4 cm có đầu bao phấn màu vàng.
Quả có hình thuôn, trứng hoặc chuông. Quả dài 5-10 cm, rộng 2,5-7,5 cm ở đỉnh. Vỏ quả mỏng, mịn, như sáp, màu hồng đỏ hoặc đỏ thẫm hoặc đôi khi có màu trắng với các đường sọc đỏ hoặc hồng. Thịt quả màu trắng, giòn hoặc xốp, mọng nước, vị ngọt khá thanh. Có thể có một hạt dẹt hoặc gần tròn hoặc 2 hạt hình bán cầu, rộng 1,6-2 cm, bên ngoài màu nâu nhạt, bên trong màu xanh lục và có kết cấu hơi thịt. Quả của một số cây hoàn toàn không có hạt.

## Canh tác
Roi hoa đỏ là một loại cây nhiệt đới khó trồng ở vùng cận nhiệt đới và sẽ bị hư hại khi nhiệt độ đóng băng. Cây phát triển mạnh ở vùng khí hậu ẩm ướt với lượng mưa hàng năm là 152 cm (60 in) hoặc hơn. Có thể phát triển ở nhiều độ cao khác nhau, từ mực nước biển lên đến 2.740 m (8.990 ft). Cây có thể phát triển cao 12–18 m (39–59 ft). Cây trổ hoa vào đầu mùa hè, ra trái ba tháng sau đó. Ở Costa Rica, cây ra hoa sớm hơn và có quả chín vào tháng Tư. Người trồng cà phê sử dụng loài này để xua đuổi chim và tạo bóng mát.
Ở Hawaii, roi hoa đỏ được gọi là táo núi hay 'Ōhi'a' ai. Khi người Polynesia đến quần đảo Hawaii, họ đã mang theo những loài thực, động vật quan trọng đối với họ. Roi hoa đỏ là một trong những "cây ca nô" xuất hiện cách đây 1000–1700 năm.

## Dinh dưỡng
Roi hoa đỏ là một loại trái cây giàu dinh dưỡng, có thể ăn được khi còn sống và chín. Ở Puerto Rico, quả được sử dụng để làm rượu vang, còn ở Hawaii, trái cây được tiêu thụ giống như cách ăn táo Tây Bắc Thái Bình Dương. Người Indonesia ăn hoa của cây trong món xà xách. Ở Guyana, vỏ quả roi được nấu chín để làm siro. Mứt được chế biến bằng cách hầm thịt quả với đường nâu và gừng. Roi hoa đỏ có thịt quả màu trắng, có kết cấu tương tự quả lê nhưng ít ngọt hơn táo. Dưới đây là biểu đồ cung cấp thêm thông tin dinh dưỡng từ roi hoa đỏ được trồng ở Hawaii, El Salvador và Ghana. Do hàm lượng nước cao nên quả roi có lượng calo thấp hơn táo Gala hoặc táo Fuji và chứa một lượng vitamin và khoáng chất vừa phải.
| Giá trị thực phẩm trên 100g phần ăn được |                |
| ---------------------------------------- | -------------- |
| Độ ẩm                                    | 90,3-91,6 g    |
| Chất đạm                                 | 0,5-0,7g       |
| Chất béo                                 | 0,1-0,2 g      |
| Chất xơ                                  | 0,6-0,8 g      |
| Tro                                      | 0,26-0,39 g    |
| Canxi                                    | 5,6-5,9 g      |
| Phốt pho                                 | 11,6-17,9 g    |
| Sắt                                      | 0,2-0,82 g     |
| Caroten                                  | 0,003-0,008 mg |
| Vitamin A                                | 3-10 IU        |
| Thiamin                                  | 15-39 mcg      |
| Riboflavin                               | 20-39g         |
| Niacin                                   | 0,21-0,41 mg   |
| Axit ascorbic                            | 6,5- 17,0 mg   |

## Lịch sử
Năm 1793, Thuyền trưởng William Bligh được giao nhiệm vụ thu mua trái cây ăn được từ Quần đảo Thái Bình Dương cho Jamaica, bao gồm cả loài này.

## Hình ảnh

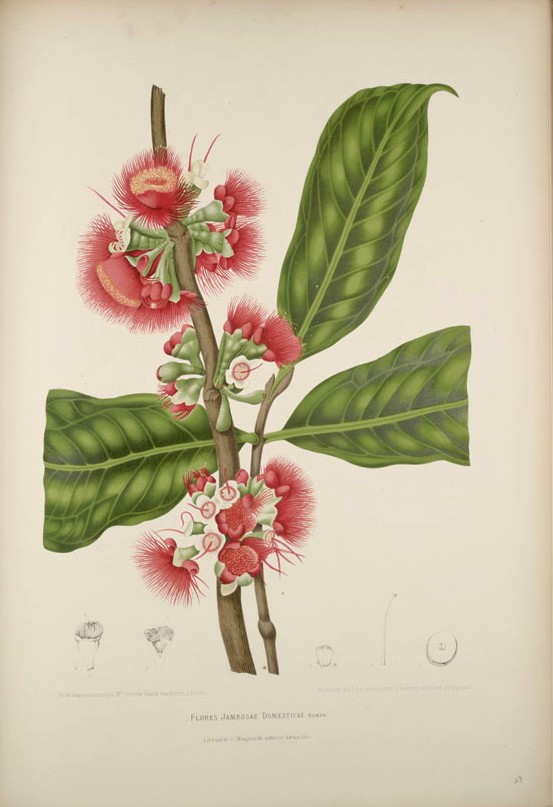
Hình minh họa hoa của Roi hoa đỏ
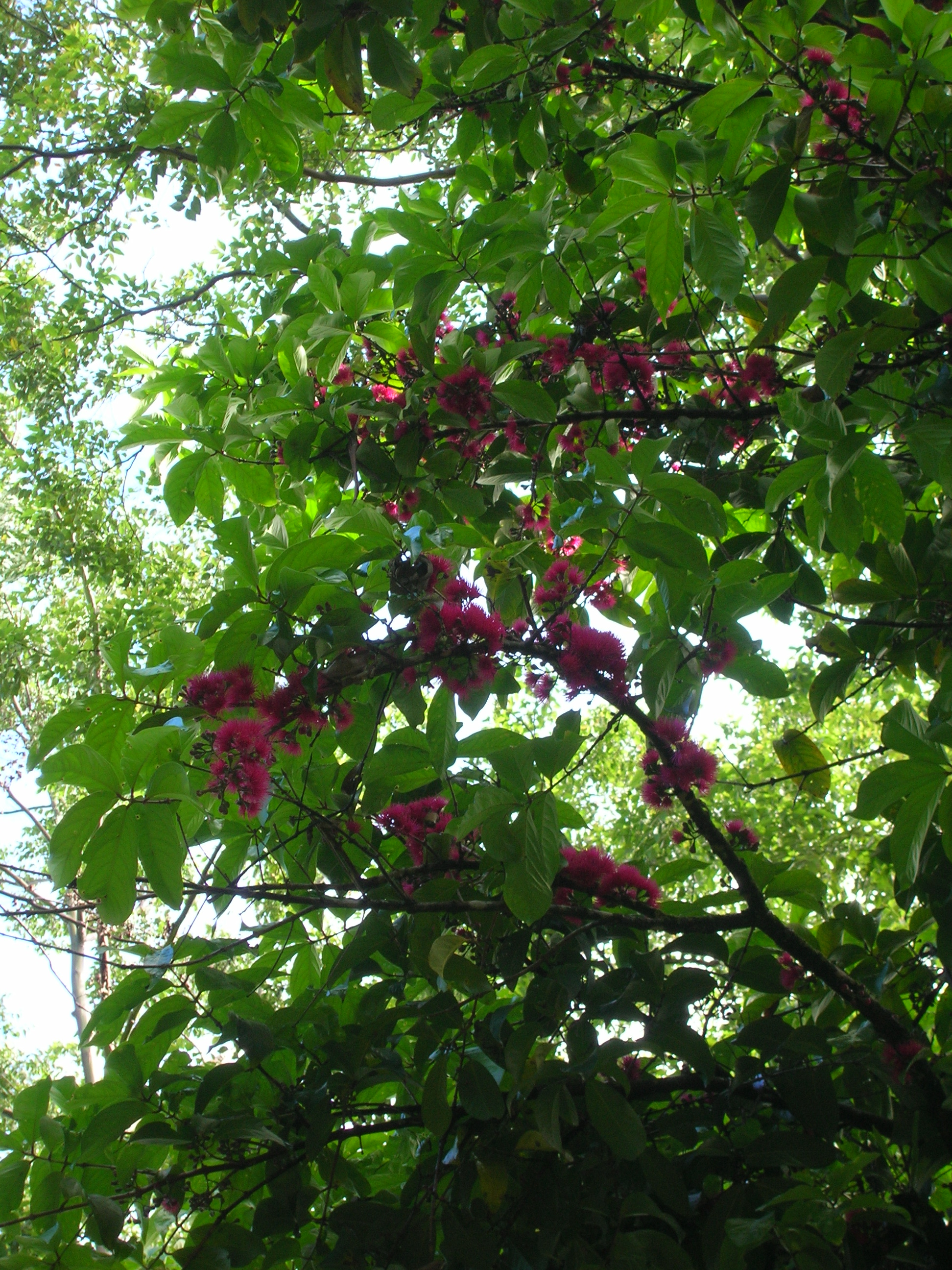
Hoa của Roi hoa đỏ
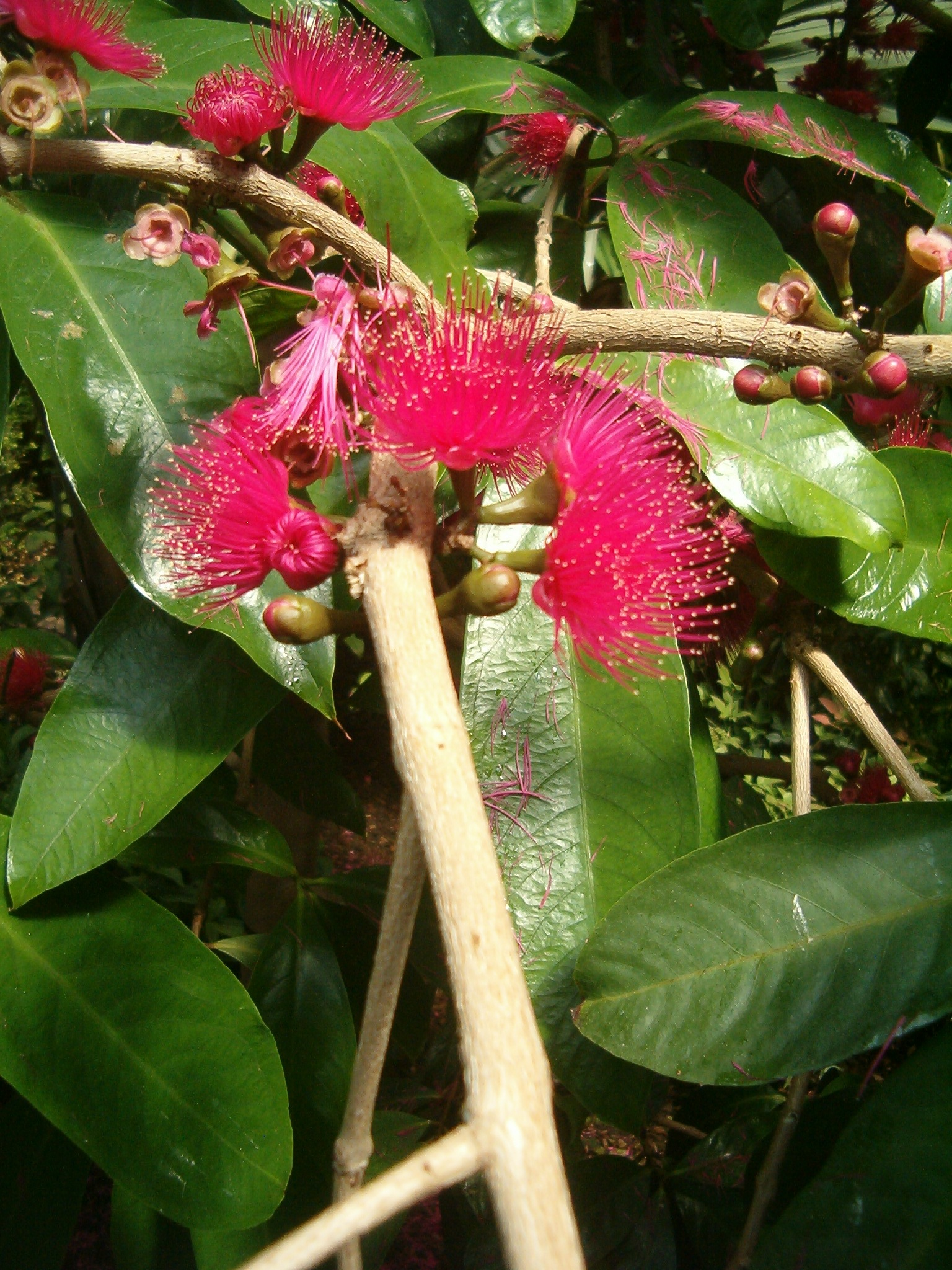
Hoa của Roi hoa đỏ
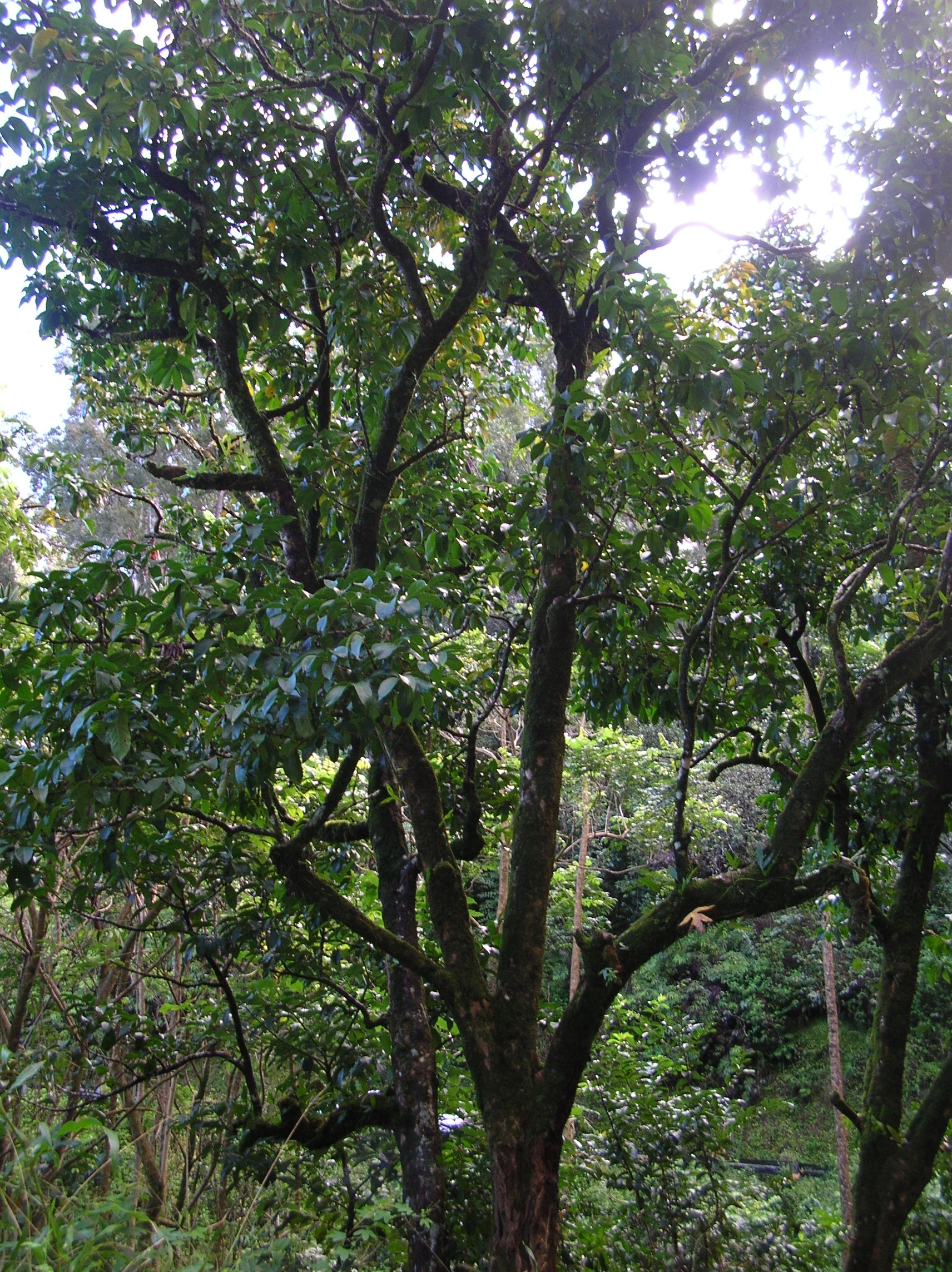
Cây roi hoa đỏ
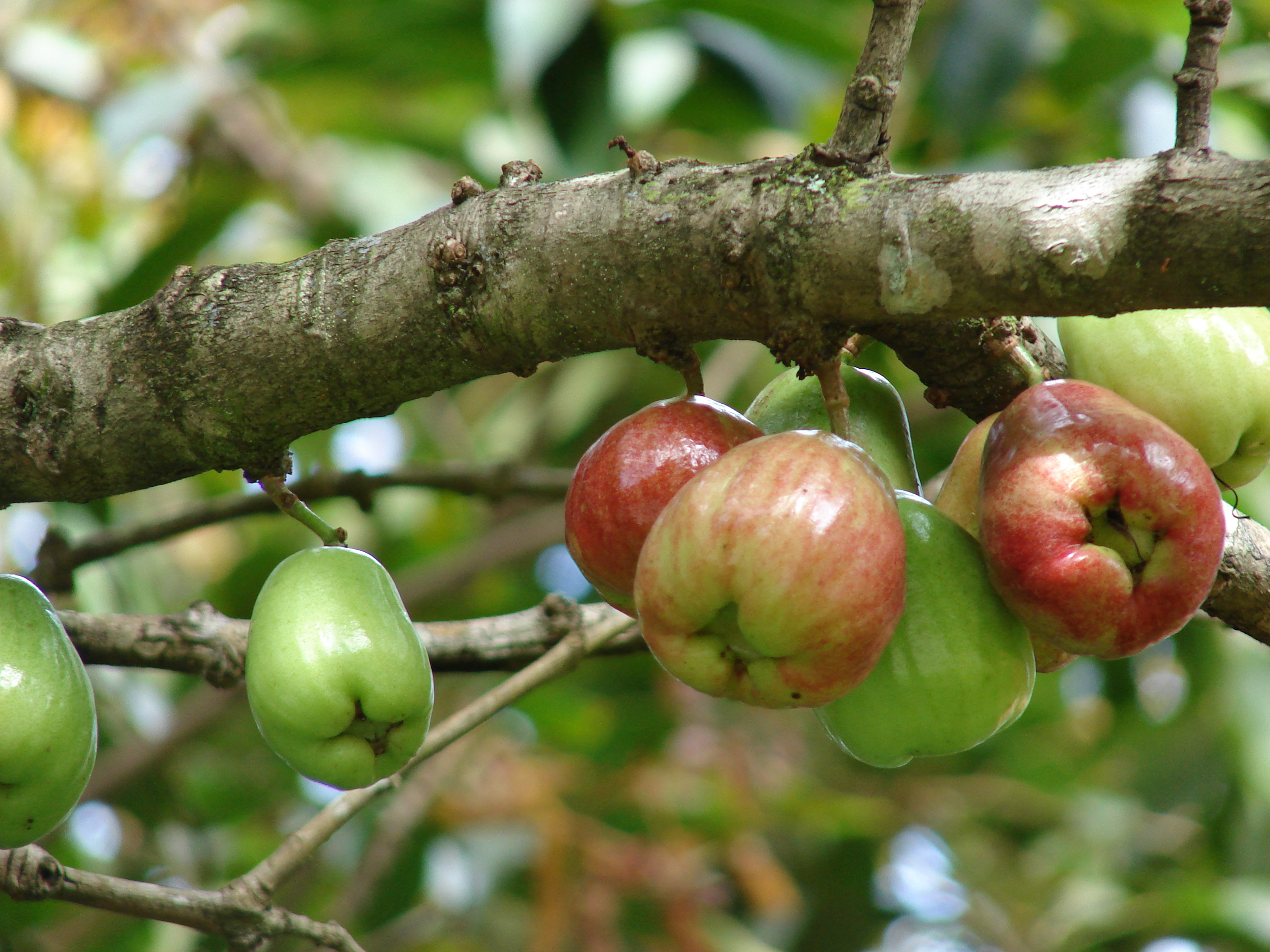
Quả roi hoa đỏ trên cây
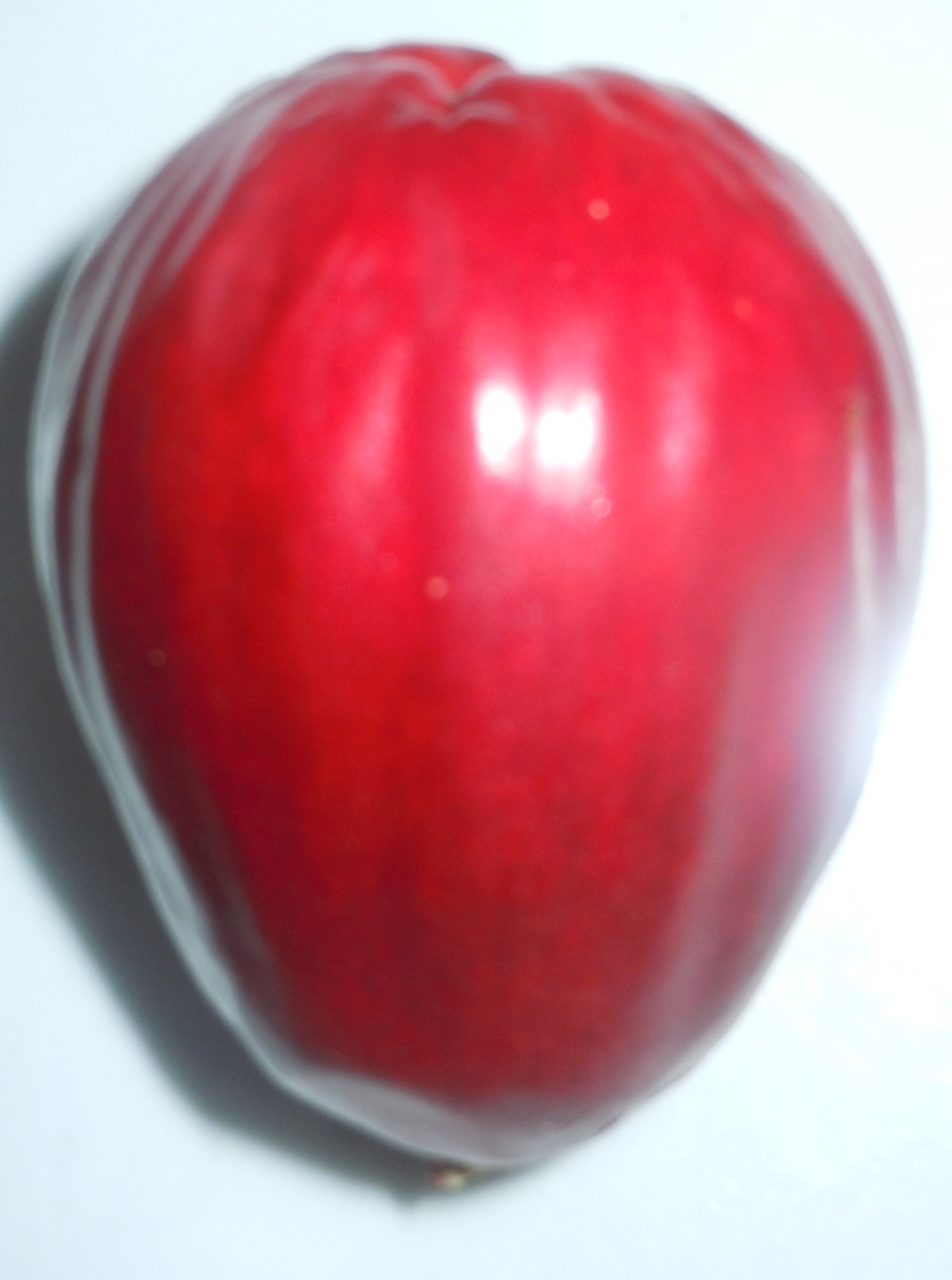
Quả roi chín.
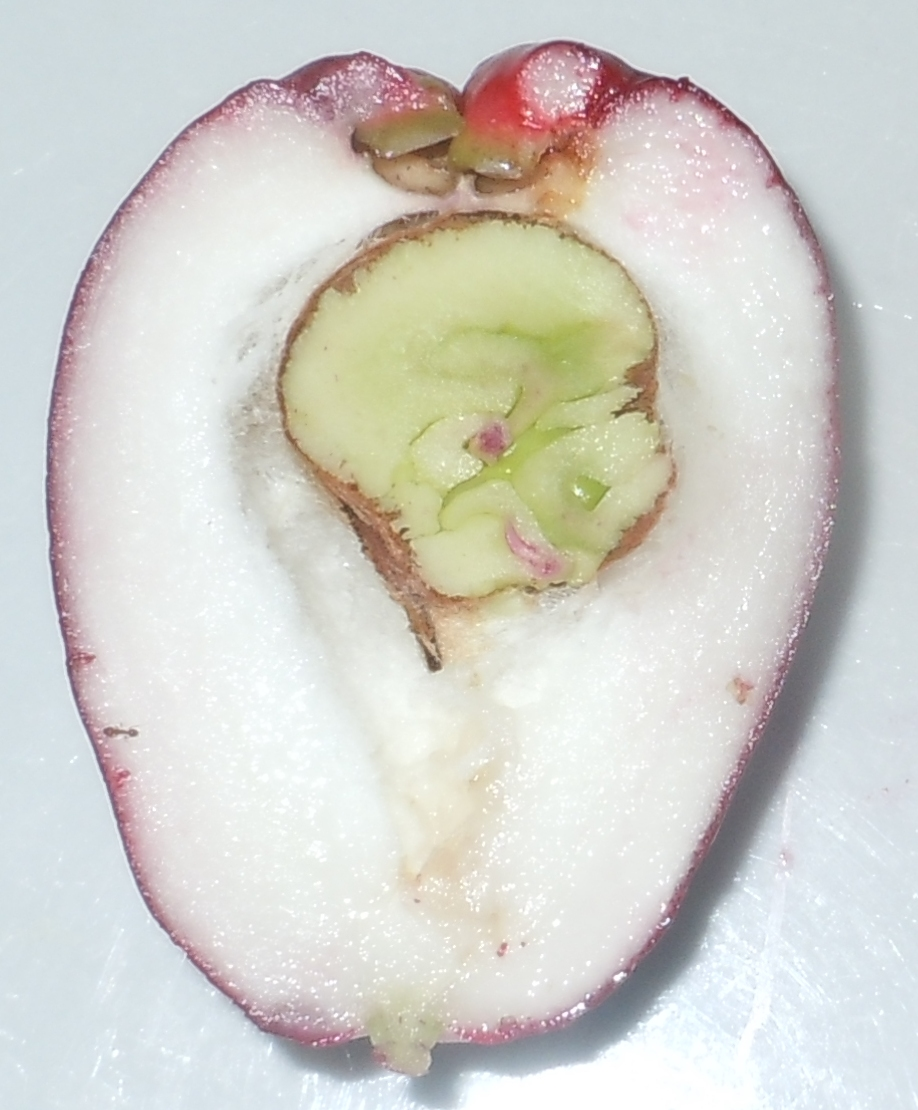
Mặt cắt của quả roi chín